# Élection présidentielle malgache de 2006
L’élection présidentielle malgache de 2006 s'est déroulée le 3 décembre 2006.
Selon les résultats officiels proclamés par la haute cour constitutionnelle, Marc Ravalomanana est réélu président de la République de Madagascar au premier tour de scrutin. Les requêtes en annulation déposées par cinq candidats n'ont pas été retenues et la communauté internationale a félicité Marc Ravalomanana pour sa réélection[réf. nécessaire].
La cérémonie d'investiture et donc le début officiel du second mandat de Marc Ravalomanana se déroule le 19 janvier 2007.

## Résultats
| Nombre des inscrits      | 7 317 790 |
| Nombre de votants        | 4 531 946 |
| Bulletins blancs et nuls | 87 196    |
| Suffrages exprimés       | 4 444 750 |
| Taux de participation    | 61,93 %   |

| Candidat                       | Nombre de voix | Pourcentage |
| ------------------------------ | -------------- | ----------- |
| Marc Ravalomanana              | 2 435 199      | 54,79       |
| Jean Lahiniriko                | 517 994        | 11,65       |
| Roland Ratsiraka               | 457 717        | 10,14       |
| Herizo Jossicher Razafimahaleo | 401 473        | 9,03        |
| Norbert Lala Ratsirahonana     | 187 522        | 4,22        |
| Elia Ravelomanantsoa           | 113 897        | 2,56        |
| Pety Rakotoniaina              | 74 566         | 1,68        |
| Jules Randrianjohary           | 33 463         | 0,75        |
| Daniel Rajakoba                | 28 363         | 0,64        |
| Ny Hasina Andriamanjato        | 185 624        | 4,18        |
| Philippe Madiomanana Tsiranana | 1128           | 0,03        |
| Ferdinand Razakarimanana       | 41             | 0,00        |
| Roindefo Zafitsimivalo Monja   | 21             | 0,00        |
| Rakotonirina Manandafy         | 14 712         | 0,33        |